# Kyšice (Boemia centrale)
Kyšice è un comune della Repubblica Ceca facente parte del distretto di Kladno, in Boemia Centrale.